# サナーリカ
サナーリカ（イタリア語: Sanarica）は、イタリア共和国プッリャ州レッチェ県にある、人口約1,500人の基礎自治体（コムーネ）。

## 地理

### 位置・広がり

#### 隣接コムーネ
隣接するコムーネは以下の通り。
- ボトルーニョ
- ジュッジャネッロ
- ムーロ・レッチェーゼ
- ポッジャルド
- サン・カッシアーノ
- スコッラーノ